# 1.ª División de Infantería (Alemania)
La 1.ª División de Infantería (en alemán 1. Infanterie-Division) fue una de las divisiones de infantería originales de la Reichswehr, la Wehrmacht y que sirvió durante la Segunda Guerra Mundial.

## Historia
Originalmente formada como el inicio de la primera ola del rearme de Alemania, a esta división se le dio el nombre de I Artillerieführer y más tarde el de Wehrgauleitung Königsberg. Con estos nombres se pretendía encubrir la expansión en Alemania de las divisiones de infantería 7 a 21. La división de infantería se organizó a partir del  1.er Regimiento (prusiano) de Infantería de la 1.ª División de la Reichswehr y originalmente consistió en reclutas de Prusia Oriental. La herencia prusiana está representada por el escudo de los Hohenzollern que se asignó a la división. Tras la creación oficial de la Wehrmacht en octubre de 1935, la unidad recibió su título de 1. Infanterie-Division. En febrero de 1936, la sede de la división se trasladó de Insterburg a Königsberg.
Con la invasión alemana de Polonia en septiembre de 1939, la 1.ª División de Infantería avanzó hacia Varsovia como un componente del XXVI Cuerpo de Ejército de Georg von Küchler del 3.º Ejército (Alemania). Combatió contra fuerzas polacas, cerca de la fuertemente defendida ciudad de Mława, en la Batalla de Mława, durante varios días, y luego cruzó el río Bug y el Narew. Combatió de nuevo cerca de Węgrów y Garwolin, finalizando la campaña al este de Varsovia.
En la invasión de Francia jugó un papel menor y regresó a Prusia Oriental en el otoño de 1940. Con el lanzamiento de la Operación Barbarroja, la 1.ª División de Infantería entró en la Unión Soviética como parte del 18.º Ejército (Alemania) del Grupo de Ejércitos Norte, que avanzaba hacia Leningrado. Luchó y se mantuvo en el área de Leningrado y Ladoga hasta diciembre de 1943 durante el sitio de Leningrado. Transferida al I Ejército Panzer, la división luchó en Krivói Rog y rompió el cerco en marzo de 1944.
La 1.ª División de Infantería regresó a su nativa Prusia Oriental por última vez en el verano de 1944. A excepción de los que participaron en la urgente y temporal conexión con el ahora aislado Grupo de Ejércitos Norte en Lituania (Operación Doppelkopf), se mantuvo la unidad para defender la provincia más oriental alemana del avance del Ejército Rojo. Alternando entre el 3.º Ejército Panzer y el 4.º Ejército Panzer, la división se encontraba atrapada en Königsberg/Samland, zona que fue aislada del resto de Alemania a finales de enero de 1945.
A las 4:00 horas del 19 de febrero de 1945, elementos de la 1.ª División de Infantería, conducida por un tanque soviético T-34 capturado, encabezaron una ofensiva hacia el oeste de Königsberg destinada a establecer contacto con el general Hans Gollnick del XXVIII Cuerpo, que mantenía en su poder la península Samland, incluido el vital puerto de Pillau. La captura de la ciudad de Metgethen abrió el camino para que la V División Panzer se uniera a las fuerzas de Gollnick cerca de la ciudad de Gross Heydekrug al día siguiente. Esta acción volvió a abrir la ruta terrestre de Pillau a Königsberg, para permitir la evacuación de refugiados civiles a través del puerto y reforzar la defensa alemana de la zona hasta el mes de abril.
Con la capitulación de Königsberg el 9 de abril de 1945, los elementos supervivientes de la división se retiraron a Pillau, donde esta unidad de Prusia Oriental se aferraba al último trozo de su provincia de origen hasta la rendición a los soviéticos.

## Organización
La 1.ª División de Infantería fue una división de la primera ola, lo que significa que existía antes del estallido de la guerra. Se equipaba y se organizaba según las normas estándar para una división de infantería alemana. Su estructura original en 1934 constaba de dos regimientos de infantería, un regimiento de artillería, un batallón de reconocimiento y una unidad de transmisiones.
- La división invadió Polonia compuesta por las siguientes unidades:

- 1.er Regimiento de Infantería
- 22.° Regimiento de Infantería
- 43.° Regimiento de Infantería
- 1.er Regimiento de Artillería
- 37.° Regimiento de División de Artillería I
- 31.° Batallón de Ametralladoras
- 1.er Batallón Antitanque
- 1.er Batallón de Reconocimiento
- 1.er Batallón de Ingenieros
- 1.ª División de Comunicaciones
- 1.er Batallón de Sanidad

En 1944, la estructura había cambiado considerablemente:
- 1.er Regimiento de Granaderos
- 22.° Regimiento de Fusileros
- 43.° Regimiento de Granaderos
- 1.er Regimiento de Artillería
- 37.° Regimiento de División de Artillería I
- 31.° Batallón de Ametralladoras
- 1.er Batallón Antitanque
- 1.er Batallón de Reconocimiento
- 1.er Batallón de Ingenieros
- 1.ª División de Comunicaciones
- 1.er Batallón de Sanidad

## Comandantes
Mandos de la 1.ª División de Infantería:
- 1 de octubre de 1934 - 1 de abril de 1935: mayor general Georg von Küchler
- 1 de abril de 1935 - 1 de enero de 1938: teniente general Walther Schroth
- 1 de enero de 1938 - 14 de abril de 1940: teniente general Joachim von Kortzfleisch
- 14 de abril de 1940 - 12 de julio de 1941: teniente general Philipp Kleffel
- 12 de julio de 1941 - 4 de septiembre de 1941: mayor general Dr. Friedrich Altrichter
- 4 de septiembre de 1941 - 16 de enero de 1942: teniente general Philipp Kleffel
- 16 de enero de 1942 - 30 de junio de 1943: teniente general Martin Grase
- 1 de julio de 1943 - 10 de mayo de 1944: teniente general Ernst-Anton von Krosigk
- 10 de mayo de 1944 - 8 de junio de 1944: coronel Hans-Joachim Baurmeister
- 8 de junio de 1944 - 10 de septiembre de 1944: teniente general Ernst-Anton von Krosigk
- 1 de octubre de 1944 - 28 de febrero de 1945: teniente general Hans Schittnig
- 28 de febrero de 1945 - 26 de abril de 1945: teniente general Henning von Thadden

## Personal
Un total de 31 efectivos de la división fueron galardonados con la Cruz de Caballero.

### Servicios prestados
- Campaña polaca: integrada en el Grupo de Ejércitos Norte:
  - Septiembre de 1939: luchó en Polonia bajo el 3.º Ejército alemán del Grupo de Ejércitos Norte.
- Campaña francesa: integrada en el Grupo de Ejércitos B:
  - Mayo de 1940: reserva de la división del VI Ejército alemán del Grupo de Ejércitos B en Bélgica.
  - Junio de 1940: combatió en Francia en el marco del I Cuerpo de Ejército del 6.º Ejército.
  - Julio - agosto de 1940: I Cuerpo de Ejército del VII Ejército a lo largo de la costa atlántica
  - Septiembre de 1940: traslado a la Prusia Oriental asignada al 18.º Ejército con el Grupo de Ejércitos B.
- Campaña de Rusia: integrada en el Grupo de Ejércitos Norte:
  - Junio de 1941: invasión de Rusia con el 18.º Ejército bajo el Grupo de Ejércitos Norte.
  - Julio de 1941: traslado al XXVI Cuerpo de Ejército bajo el 18.º Ejército.
  - Agosto de 1941: traslado al XXXXI Cuerpo de Ejército del 4.º Grupo Panzer.
  - Septiembre de 1941: traslado al XXXVIII Cuerpo de Ejército del 18.º Ejército cerca de Peterhof.
  - Noviembre de 1941: reserva de la división de la 18.º Ejército cerca de Leningrado.
  - Diciembre de 1941: antiguo XXVI Cuerpo de Ejército cerca de Leningrado.
  - Mayo de 1942: reincorporada al XXVI Cuerpo de Ejército cerca de Volkhov.
  - Junio de 1942: I Cuerpo de Ejército, se reincorporó cerca de Volkhov.
  - Enero de 1943: se reintegró al XXVI Cuerpo de Ejército cerca de Ladoga.
  - Febrero de 1943: antiguo LIV Cuerpo de Ejército cerca de Ladoga.
  - Abril de 1943: se reintegró al XXVI Cuerpo de Ejército cerca de Ladoga.
  - Septiembre de 1943: se reincorporó al XXVIII Cuerpo de Ejército cerca de Tigoda.
- Campaña de Ucrania: integrada en el Grupo de Ejércitos Sur:
  - Enero de 1944: traslado a las reservas del I Ejército Panzer en el marco del Grupo de Ejércitos Sur en Winnizia.
  - Febrero de 1944: antiguo XXXXVI Cuerpo de Ejército en la bolsa de Hube.
- Campaña de Ucrania: integrada en el Grupo de Ejércitos Ucrania Norte:
  - Abril de 1944: antiguo III Cuerpo de Ejército bajo el Grupo de Ejércitos Ucrania Norte.
  - Mayo de 1944: se reincorporó al XXVI Cuerpo de Ejército bajo el I Ejército Panzer en Stanislau.
  - Julio de 1944: antiguo LIX Cuerpo de Ejército en Brody.
- Defensa del Reich:
  - Agosto de 1944: se reincorporó al XXVI Cuerpo de Ejército bajo el III Ejército Panzer del Grupo de Ejércitos Centro en Schlossberg.
  - febrero de 1945: se reincorporó al XXXXI Cuerpo de Ejército bajo el 4.º Ejército en Königsberg.
  - Marzo de 1945: reserva de la división del Ejército Samland.
  - Abril de 1945: se reintegró al XXVI Cuerpo de Ejército bajo el Ejército de Prusia Oriental en Pillau.